# Sebastian Friedrich Trescho
Sebastian Friedrich Trescho (* 9. Dezember 1733 in Liebstadt/Preußen; † 29. Oktober 1804 in Mohrungen) war ein deutscher evangelisch-lutherischer Theologe.

## Leben
Der Sohn eines Justizrats hatte die Schule seiner Vaterstadt besucht und wurde durch Privatlehrer ausgebildet. Er absolvierte ein Studium der Theologie an der Universität Königsberg, wo ihn vor allem Franz Albert Schultz gefördert hatte und er eine Vorliebe für Poetik und Musik entwickelte. Seinen Unterhalt hatte er sich während jener Zeit als Hauslehrer finanziert, bis er an ein Stipendium gelangen konnte. Nach seinem Studium verdiente er sich in Königsberg als Hofmeister und trat in jener Zeit in einen literarischen Verein ein, der ihm später vorteilhafte Verbindungen bringen sollte. Krankheiten nötigten ihn wieder in das Elternhaus zurückzukehren. 1760 wurde er Diakon in Mohrungen. Hier hatte auch die Aufgaben des Pfarrers übernommen und nahm den jungen Johann Gottfried Herder in seinem Haus auf, ohne jedoch dessen Talent zu erkennen.
In seinen Mußestunden hatte er 1761 eine Gedichtsammlung unter dem Titel Religion Freundschaft und Sitten herausgebracht und ließ im selben Jahr für eine Gräfin von Dönhoff seine Predigten zum praktischen Christentum drucken. Obwohl er sich als aufgeklärter Pietist weiter streng an den Lehrbegriff der lutherischen Orthodoxie hielt, stand er dem Rationalismus nicht starr gegenüber, wie die in den Jahren 1764 bis 1766 veröffentlichten Briefe über die neuste theologische Literatur zeigen. Am deutlichsten zeigte sich der Ideenkreis Treschos in der 1763 geschriebenen Geschichte seines Herzens und in der Sterbebibel, welche er ein Jahr zuvor in drei Teilen herausgegeben hatte.
Weniger Beifall als das zuletzt genannte Werk fand eine auf den Wunsch des Fräuleins Susanne von Klettenberg in Frankfurt am Main abgefasste Lebensbibel, unter dem Titel: Die Kunst glücklich zu leben. Johann Joachim Spaldings Schrift vom Wert der Gefühle des Christentums stellte Trescho 1764 eine Beurteilung in Briefen entgegen und jener berühmte Theologe beseitigte die gegen ihn erhobenen Einwürfe in einer neuen Auflage seines Werks. Nicht so schonend war Trescho in einer Rezension der Allgemeinen Deutschen Bibliothek behandelt worden, als er 1764 bis 1766 seine bereits erwähnten Briefe über die neueste theologische Literatur herausgegeben hatte. Er verließ seitdem das Feld der theologischen Literatur und beschäftigte sich mit der Abfassung von Schriften, die, seinen eigenen Äußerungen zufolge, zur christlichen Erbauung, zur Befestigung in der reinen Lehre, dann aber auch zu einer anmutigen und unschuldigen Erholung dienen sollten.
Unter mehreren Schriften, in denen er diesen Zweck verfolgte, verdient besonders seine 1775 herausgegebene Apologie für die beständige Fortdauer der wahren Religion Jesu hervorgehoben zu werden. Den Anlass zu dieser Schrift fand er in seiner damaligen Aufnahme unter die Mitglieder der schwedischen Gesellschaft pro fide et Christianismo. Mit Innigkeit hatte er sich um jene Zeit an die Schweizer Theologen, besonders an Johann Caspar Lavater angeschlossen. Seine Korrespondenz mit diesem Freund würde, wenn er sie nicht, nebst seinen übrigen Briefen, vor seinem Tode verbrannt hätte, die beste Auskunft geben über die Art und Weise, wie er sich mit ihm aufgebaut und ermuntert, unerschüttert festzuhalten an dem Glauben und der echten Christuslehre. Durch die praktische Anwendung ihrer Wahrheiten auf das Herz suchte er besonders im Unterricht seiner Katechumenen sie zur Frömmigkeit und Tugend zu führen.
Viele Freunde erwarb ihm sein religiöser Sinn und die Milde seines Charakters, die ihn, bei beschränkten Amtseinkünften, besonders seit ihm durch den Tod seiner Geschwister ein kleines Vermögen zugefallen war, unaufgefordert zu einem Wohltäter der Armen und Notleidenden machte. Ehelos und sparsam lebend, konnte er jährlich einige hundert Thaler unter Hilfsbedürftige verteilen. Sein ganzes Vermögen, aus einigen 1000 Gulden bestehend, vermachte er der Stadtarmenkasse zu einer Zeit, als ihm die Abnahme seiner Kräfte immer fühlbarer geworden war. Mehrere Krankheitsfälle, besonders häufiger Blutverlust, hatten seine Gesundheit untergraben. Jetzt bin ich, schrieb er in den letzten Jahren seines Lebens an einen Freund, eine Wolke ohne Wasser, ein ausgedroschenes Stroh, und sehe an den erstorbenen Obstbäumen in meinem Garten alle Tage mein Bild. Doch geht es mir zuweilen wie einem nahe am Auslöschen noch aufglimmenden Lichte, das man durch ein wenig Aufrechthalten des Dochtes noch einige Minuten leuchtend erhält.
Die Hoffnung, wieder zu genesen, wurde Anfang 1804 immer schwächer. Der Frohsinn, der ihn ungeachtet einer vorherrschenden ernsten Stimmung, früher zu einem angenehmen Gesellschafter gemacht hatte, schien für immer von ihm gewichen zu sein. Oft befiel ihn in den letzten Jahren seines Lebens eine tiefe Trauer des Gemüts über die ausgearteten Sitten in kleinen Städten, die auch in seinem Wohnort religiöse Gesinnungen verdrängten und die Bemühungen redlicher Männer zu vereiteln suchten. Trescho verstarb unverheiratet und kinderlos.

## Werke
- Betrachtungen über das Genie. Königsberg 1755
- Allgemeine Gründe eines christlichen Weltweisen zur Zufriedenheit. Königsberg 1759
- Gedanken über den Umstand, daß der Erlöser in den besten Jahren seines Lebens gestorben. Königsberg 1759
- Religion, Freundschaft und Sitten, in einigen Gedichten. Königsberg 1761
- Predigten zum practischen Christenthum. Königsberg 1761
- Neujahrsgeschenk für meine Mitbürger. Königsberg 1761
- Denkmale vor dem Bau des Reichs Gottes zu M. in P. in Briefen, Nachrichten und Aufsätzen. Königsberg 1761
- Näschereien in die Visitenzimmer am Neujahrstage. Königsberg 1762
- Kleine Versuche im Denken und Empfinden. Königsberg 1762
- Sterbebibel, oder die Kunst, selig und fröhlich zu sterben. Königsberg 1762, 3 Teile; 2. Auflage Königsberg 1767, 3 Teile
- Zerstreuungen auf Kosten der Natur in einigen Sommerstunden. Königsberg1762
- Geschichte meines Herzens, aus den Vorfällen des vergangenen zum Vortheil des künftigen Jahres gezogen. Königsberg 1763
- Beurtheilung der Schrift: Vom Werth der Gefühle im Christenthum. Frankfurt am Main 1764
- Briefe über die neuste theologische Literatur. Berlin 1764–1766, 4. Teile
- Die Kunst glücklich zu leben, als eine Wochenschrift zur Erbauung abgefgasst. Königsberg 1765
- Ermunterungen zum Glauben und zur Heiligung während der Leidenszeit Jesu, in Betrachtungen und Liedern. Danzig 1767
- Die Wissenschaft, selig und fröhlich zu sterben, in Poesie und Prosa. Königsberg und Leipzig 1767, 2. Teile
- Neue Briefe über Gegenstände der geistlichen Wissenschaften. Danzig 1768–1771, 4. Teile
- Ermunterungen zum Glauben und zur Heiligung während der Advents- und Weihnachtszeit, in Betrachtungen und Liedern. Danzig 1769
- Christliches Tagebuch zur Privatandacht und zum häuslichen Gottesdienst. Königsberg 1772–1773, 2. Teile
- Erinnerungsworte auf jeden Tag. Königsberg 1772
- Die Vortheile einer frühzeitigen Bekanntschaft mit dem Tode. Königsberg 1774, 1779
- Apologie für die beständige Fortdauer der wahren Religion Jesu bis an’s Ende der Tage. Breslau 1775
- Religiöse Nebenstunden; eine periodische Schrift. Danzig 1777
- Geistliche Betrachtungen über die Geschichte und Lehre von der Auferstehung des Erlösers. Danzig 1778
- Neue religiöse Nebenstunden 1. Bd.. Königsberg 1784
- Kurze Aufsätze zur häuslichen Selbsterbauung. Halberstadt 1788
- Denkmal einer verstorbenen Freundin, der Frau Catharina Elisabeth Alsen, geb. Gehrke in Mohrungen. Königsberg 1795
- Ueber die Pflicht der Abendmahlsfeier der Christen. Ein Geschenk für die eingesegnete Jugend. Königsberg 1801